# Kozłowo (powiat mrągowski)
Kozłowo (niem. Koslau) – wieś w Polsce, położona w województwie warmińsko-mazurskim, w powiecie mrągowskim, w gminie Sorkwity.
| SIMC    | Nazwa  | Rodzaj    |
| ------- | ------ | --------- |
| 0487960 | Lesiny | część wsi |

W latach 1975–1998 miejscowość należała administracyjnie do województwa olsztyńskiego.
W Kozłowie istnieje klub sportowy GKS LZS Start Kozłowo.